# OSBPL3
OSBPL3‏ (Oxysterol binding protein like 3) هوَ بروتين يُشَفر بواسطة جين OSBPL3 في الإنسان.